# Cor Blekemolen
Cor Blekemolen (Amsterdam, 7 februari 1894 – Hilversum, 28 november 1972) was een Nederlands baan- en wegwielrenner. Hij was prof van 1914 tot 1935 en had als bijnaam The Flying Dutchman.

## Biografie
Blekemolen werd - volgens zijn dochter - geboren op Kattenburg; zijn vader, Cornelis Bleekemolen (met dubbele e), had in Reestraat 20 een slagerij. Hij doorliep de lagere school en ging daarna, zoals zoveel kinderen in die tijd, onmiddellijk werken. Eerst bracht hij in Amsterdam per fiets beursberichten rond, vervolgens werkte hij bij een rijwielhersteller. Van jongs af aan had hij veel belangstelling voor fietsen, omdat naast de slagerij van zijn vader de kruidenier Louis Beisenherz woonde, een befaamd amateur-wielrenner, die bevriend was met de beroemde sportman Jaap Eden. Beisenherz bracht Blekemolen in contact met de wielrennerij.
In 1909 werd Blekemolen lid van de Amsterdamse Sportclub De Germaan, waar hij het jaar daarop reeds beslag legde op de clubtitel op de 50 kilometer. In 1913 behaalde hij zijn eerste grote succes door amateur-kampioen van Nederland te worden op de 25 kilometer met tandemgangmaking. In 1914 herhaalde hij deze prestatie.
Blekemolen werd in 1912 derde bij het Nederlands kampioenschap op de weg voor amateurs. Hij werd in 1914 zowel Nederlands als wereldkampioen bij het stayeren op de baan bij de amateurs. Een jaar eerder werd hij bij het WK op dit onderdeel derde.
Achter gangmaker Wrongker greep Cor Blekemolen in Kopenhagen in 1914 het wereldkampioenschap 100 kilometer, vóór de Belg Jacques Van Ginkel. Uiteindelijk was het de enige wereldtitel die dat jaar verreden werd. De Eerste Wereldoorlog was inmiddels uitgebroken en de andere wedstrijden van het wielerkampioenschap werden afgelast. Omdat de grens met Duitsland gesloten was, moest Blekemolen per boot terugreizen via Engeland. Na zijn wereldtitel lonkten er voor Blekemolen talrijke fraaie contracten, maar van zijn voornemen beroepsrenner te worden moest hij voorlopig afzien. Wegens de oorlog had hij geen mogelijkheden aan wedstrijden in het buitenland deel te nemen. Om in zijn onderhoud te voorzien zocht hij in de oorlogsjaren zijn heil in wedstrijden op hometrainers in allerlei Nederlandse zalen.
Na de oorlog bouwde Blekemolen ('Blekie', zoals hij meestal werd genoemd) als professional voort aan zijn wielercarrière. Hoewel hij ook een sterk wegrenner was, concentreerde hij zich op baanwedstrijden achter motoren, omdat die hem het meeste trokken en daarbij ook het meeste te verdienen was. In 1920 en in 1931 werd hij kampioen van Nederland bij de beroepsstayers. Op tal van plaatsen in de wereld nam hij met succes deel aan grote wedstrijden. In veel landen was hij zeer populair, zoals bijvoorbeeld in Australië, waar hij tal van wedstrijden reed.
Zijn populariteit dankte hij vooral aan zijn spectaculaire en gedurfde manier van rijden. Hij was een man die een levendige wedstrijd belangrijker vond dan een overwinning en steeds aan zijn aanhangers dacht, die hij consequent 'm'n klanten' noemde. "Ik heb mij altijd voor ogen gehouden dat ik niet op de baan reed om het publiek een vervelende wedstrijd te bezorgen", zei hij in een interview in Sportief van 13 januari 1950. Een constante renner was hij niet. Blekemolen was grillig, zoals bij vedetten vaker het geval is. Hij had dagen waarop alles lukte, maar was soms ook niet vooruit te branden. Zo liep hij bij een stayerswedstrijd in het Amsterdamse stadion eens een achterstand van 24 ronden op.
Blekemolen reed op verschillende wielerbanen in Europa en Amerika.
Eind jaren dertig en begin jaren veertig woonde Blekemolen in Amsterdam samen met de toentertijd befaamde operettezangeres Truce Inpijn (1899-1993); uit deze verbintenis kwam een dochter voort, Henny Blekemolen (1937-2006), die in 1967 Nederlands kampioen floretschermen 1e klasse werd.
Blekemolen, die gedurende zijn hele wielercarrière een straffe sigarenroker was, sloot zijn actieve loopbaan af in de nazomer van 1935, ruim 41 jaar oud. Hij bleef aanvankelijk in de wielersfeer. Hij was eerst korte tijd publiciteitschef bij rijwielfabriek Magneet, en vervolgens één seizoen baandirecteur van het Utrechtse stadion. Het engageren van renners vond hij echter een ondankbaar karwei, en toen de directeur van Fox Film Nederland hem benaderde trad hij daar in dienst om journaals aan de man te brengen. Hij bleef dat doen tot er in de Tweede Wereldoorlog geen films meer uit Amerika kwamen.
Na zijn wielercarrière was hij belangeloos leider van de KNWU-stayersschool. Drie van zijn pupillen kwamen in de finale van het WK voor amateurstayers. Een van hen, Arie van Houwelingen, werd in 1959 wereldkampioen.
Ook later was Blekemolen geliefd bij velen, mede om zijn correcte manieren. Door zijn internationale contacten en zijn ervaringen in de zakenwereld leerde hij op latere leeftijd Frans, Duits, Engels, Spaans en Italiaans. Hij was jarenlang bevriend met theatereigenaar Nico Ortje, die hij tijdens de oorlog enige tijd bij zijn vriendin en dochter thuis liet onderduiken. Het was dan ook geen wonder dat hij na de oorlog opnieuw in het filmbedrijf werk vond. Ortje, die in Leiden en Hilversum bioscopen exploiteerde, maakte hem bedrijfsleider van het Churchill-theater in de Havenstraat in Hilversum, wat hij tot zijn dood toe bleef. Toch bleef het contact met de wielerbond behouden. Hij was lid van de sportcommissie van de Koninklijke Nederlandse Wielren Unie (KNWU), en was later archivaris en erelid.

## Palmares
1912
 Nederlands kampioenschap op de weg
1913
 Wereldkampioenschap stayeren, amateurs
1914
 Nederlands kampioen stayeren, amateurs
 Wereldkampioen stayeren, amateurs
1920
 Nederlands kampioen stayeren, elite
1931
 Nederlands kampioen stayeren, elite